# Prosaptia borneensis
Prosaptia borneensis är en stensöteväxtart som beskrevs av Barbara S. Parris. Prosaptia borneensis ingår i släktet Prosaptia och familjen Polypodiaceae. Inga underarter finns listade.